# Warszawski Bank Zjednoczony
Warszawski Bank Zjednoczony – polski bank działający w latach 1921–1926 z siedzibą w Warszawie.

## Działalność
Bank zajmował się głównie operacjami zagranicznymi. W wyniku polskiego kryzysu gospodarczego i bankowego w 1925 został objęty nadzorem finansowym. W 1926 zapadła uchwała o likwidacji banku.
W latach 1923–1926 bank utrzymywał oddział w formie spółki-córki pod nazwą Warunion Warschauer Union Bank GmbH/Warszawski Bank Zjednoczony S.A. w Gdańsku, z siedzibą przy Hundegasse 27-28 (ob. ul. Ogarna), również oddziały w Londynie i Paryżu. 

## Prezesi
- 1921–1922: Franciszek Radziwiłł
- 1922–1926: Tadeusz Krzywoszewski[1]

## Siedziba
W 1921 jego siedziba mieściła się w kamienicy Zambonich przy ul. Marszałkowskiej 129, obiekt obecnie nie istnieje.